# Nguyễn Đại Thắng
Nguyễn Đại Thắng (sinh ngày 22 tháng 8 năm 1975) là Đại biểu Quốc hội nước Cộng hòa xã hội chủ nghĩa Việt Nam. Ông hiện là Tỉnh ủy viên, Phó Trưởng Đoàn Đại biểu Quốc hội chuyên trách tỉnh Hưng Yên, Ủy viên Ủy ban Đối ngoại của Quốc hội, Đại biểu Quốc hội khóa XV từ Hưng Yên. Ông từng là Bí thư Thị ủy Mỹ Hào, Hưng Yên.
Nguyễn Đại Thắng là đảng viên Đảng Cộng sản Việt Nam, học vị Cử nhân Luật, Thạc sĩ Quản lý kinh tế, Cao cấp lý luận chính trị. Ông có sự nghiệp đều công tác ở quê nhà Hưng Yên.

## Xuất thân và giáo dục
Nguyễn Đại Thắng sinh ngày 22 tháng 8 năm 1975 tại xã Thủ Sỹ, huyện Tiên Lữ, tỉnh Hưng Yên. Ông lớn lên và tốt nghiệp phổ thông ở Tiên Lữ, theo học đại học ở Hà Nội và tốt nghiệp Cử nhân Luật, sử dụng thành thạo tiếng Pháp, tiếp tục học cao học và nhận bằng Thạc sĩ Quản lý kinh tế. Ông được kết nạp Đảng Cộng sản Việt Nam vào ngày 7 tháng 8 năm 2001, trở thành đảng viên chính thức sau đó 1 năm, từng theo học các khóa chính trị ở Học viện Chính trị Quốc gia Hồ Chí Minh và tốt nghiệp Cao cấp lý luận chính trị. Hiện ông thường trú ở phường Quang Trung, thành phố Hưng Yên, tỉnh Hưng Yên.

## Sự nghiệp
Tháng 1 năm 2001, sau khi hoàn thành các chương trình học, Nguyễn Đại Thắng được tuyển dụng công chức vào Viện Kiểm sát nhân dân tỉnh Hưng Yên, được phân công làm Chuyên viên Viện Kiểm sát nhân dân huyện Tiên Lữ. Sau khi công tác 5 năm, đến tháng 5 năm 2006, ông được bổ nhiệm làm Kiểm sát viên, Chủ tịch Công đoàn cơ sở Viện Kiểm sát nhân dân huyện Tiên Lữ. Vào tháng 6 năm 2008, ông được điều tới Ban Chỉ đạo phòng, chống tham nhũng tỉnh Hưng Yên làm Chuyên viên Văn phòng, thăng chức Phó Trưởng phòng từ tháng 1 năm 2009, và là Trưởng phòng từ tháng 5 cùng năm. Tháng 11 năm 2011, ông được bổ nhiệm làm Phó Chánh Văn phòng Ban Chỉ đạo phòng, chống tham nhũng tỉnh Hưng Yên, đến tháng 7 năm 2013 thì được luân chuyển làm Phó Trưởng Ban Quản lý khu Đại học Phố Hiến, tỉnh Hưng Yên. Tháng 6 năm 2015, ông được điều về thị xã Mỹ Hào, nhậm chức Phó Bí thư thường trực Thị ủy, và là Đại biểu Hội đồng nhân dân thị xã Mỹ Hào khóa XIX, nhiệm kỳ 2016–2021.
Tháng 8 năm 2020, Nguyễn Đại Thắng nhậm chức Bí thư Thị ủy, kiêm Bí thư Đảng ủy Quân sự thị xã Mỹ Hào, đến tháng 10 cùng năm tại Đại hội Đảng bộ tỉnh Hưng Yên lần thứ XIX, nhiệm kỳ 2020–2025, ông được bầu vào Ban Chấp hành Đảng bộ tỉnh. Sang tháng 12, ông được điều lên Tỉnh ủy Hưng Yên, nhậm chức Phó Trưởng Ban Tuyên giáo Tỉnh ủy Hưng Yên. Năm 2021, với sự giới thiệu của Ủy ban Mặt trận Tổ quốc Việt Nam tỉnh, ông tham gia ứng cử đại biểu Quốc hội từ Hưng Yên, thuộc đơn vị bầu cử số 3 gồm thị xã Mỹ Hào, huyện Văn Giang, Văn Lâm, rồi trúng cử Đại biểu Quốc hội khóa XV với tỷ lệ 83,28%. Ngày 23 tháng 7 năm 2021, ông được phê chuẩn làm Ủy viên Ủy ban Đối ngoại của Quốc hội và Phó Trưởng Đoàn Đại biểu Quốc hội chuyên trách tỉnh Hưng Yên.